# È Natale (ma io non ci sto dentro)
È Natale (ma io non ci sto dentro) è un singolo del gruppo musicale italiano Articolo 31, pubblicato nel dicembre 1993 dalla Crime Squad.

## Descrizione
Pubblicato sulla scia dell'inaspettato successo dell'album d'esordio Strade di città, il brano parla soprattutto dell'odio verso le feste natalizie. Una versione pubblicata nel formato musicassetta venne venduta esclusivamente insieme all'album di debutto Strade di città all'interno di un sacchetto rosso denominato Pacco di Natale.
Il brano è stato successivamente incluso nel Greatest Hits pubblicato dal gruppo nel 2000.

## Tracce
CD singolo
1. È Natale (ma io non ci sto dentro) – 5:12
2. Capodanno danno – 3:40
3. Beat Box (per improvvisare) – 2:10
4. È Natale (ma io non ci sto dentro) (Strumentale) – 4:24
5. Capodanno danno (Strumentale) – 3:40

12", MC
- Lato A

1. È Natale (ma io non ci sto dentro) – 5:12
2. È Natale (ma io non ci sto dentro) (Strumentale) – 4:24

- Lato B

1. Capodanno danno – 3:40
2. Beat Box (per improvvisare) – 2:10
3. Capodanno danno (Strumentale) – 3:40

## Formazione
Gruppo
- J-Ax – rapping
- DJ Jad – scratch, ritmi

Altri musicisti
- Giacomo Godi – programmazione

Produzione
- Umberto Zappa – registrazione, missaggio
- Enrico Fabris – registrazione